# دونگه راتایه
دونگه راتایه (به صربی: Donje Rataje) یک منطقهٔ مسکونی در صربستان است که در الکساندراواک واقع شده‌است. دونگه راتایه ۹۳۰ نفر جمعیت دارد.